# Holtermoor
Holtermoor ist ein Ortsteil der Gemeinde Ostrhauderfehn im Landkreis Leer in Ostfriesland.

## Geschichte
Holtermoor entstand 1765 als Moorsiedlung und wurde 1787 erstmals als „Holter Mohrhäuser“ bezeichnet. Die heutige Bezeichnung Holtermoor wurde ab 1819 verwendet. Der Name ist zusammengesetzt aus dem benachbarten Ort „Holte“ und „Moor“.
Die Gemeinde Holtermoor zählte bis 1821 nur 131 Einwohner. Mit der Gründung von Holterfehn vergrößerte sich die Einwohnerzahl ab 1828 deutlich. 1848 zählten beiden Orte zusammen 588 Einwohner, 1871 schon 996. Mit 1.125 Einwohnern im Jahr 1885 erreichte der Gemeinde Holtermoor die höchste Einwohnerzahl.
1970 entschloss sich die Gemeinde Holtermoor zu einem freiwilligen Zusammenschluss mit der Gemeinde Ostrhauderfehn und gab ihre Eigenständigkeit auf. Im ausgehandelten Gebietsänderungsvertrag wurden die Ortschaften Holtermoor und Holterfehn als neue Ortsteile der neuen Einheitsgemeinde Ostrhauderfehn festgelegt.